# Małpiatki
Małpiatki (Prosimiae, czasami pisane Prosimii) – pospolita nazwa grupy niedużych ssaków naczelnych. Nazwa Prosimia oznacza „przed małpami” i nawiązuje do wielu prymitywnych cech budowy małpiatek w porównaniu z wyżej rozwiniętymi naczelnymi – małpami właściwymi. Do małpiatek zalicza się lemury, lemurki, indrisy, lorisy, palczaki, galago i wyraki (tarsjusze).

## Występowanie
Większość gatunków małpiatek występuje wyłącznie na Madagaskarze, jedynie lorisowate i galagowate zasiedliły kontynent afrykański i Azję Południowo-Wschodnią.

## Opis
Małpiatki prowadzą nadrzewny tryb życia. Są aktywne głównie w nocy. Najczęściej mają różne odcienie szarości, wielkie oczy oraz charakterystyczny, długi ogon.

## Systematyka
Dawniej małpiatki klasyfikowano w randze podrzędu obejmującego indrisowate, lemurowate, lorisowate, palczakowate, galagowate oraz wyrakowate. Obecnie – na podstawie badań molekularnych – wyraki okazały się być bliżej spokrewnione z małpami niż z lemurami i pozostałymi rodzinami małpiatek i zaliczane są do kladu Haplorrhini, w klasyfikacji fenetycznej traktowanego jako podrząd ssaków naczelnych. Pozostałe małpiatki tworzą klad Strepsirrhini.